# Fisker Inc.
Fisker Inc. est un constructeur automobile américain fondé en 2016 par Henrik Fisker et déclaré en faillite en 2024. Fisker Inc. développe plusieurs modèles de véhicules électriques dont le Fisker Ocean, un SUV d'une autonomie estimée entre 300 et 350 miles (480 et 560 km) dont les premières livraisons ont eu lieu en 2023. 

## Historique

### Préambule

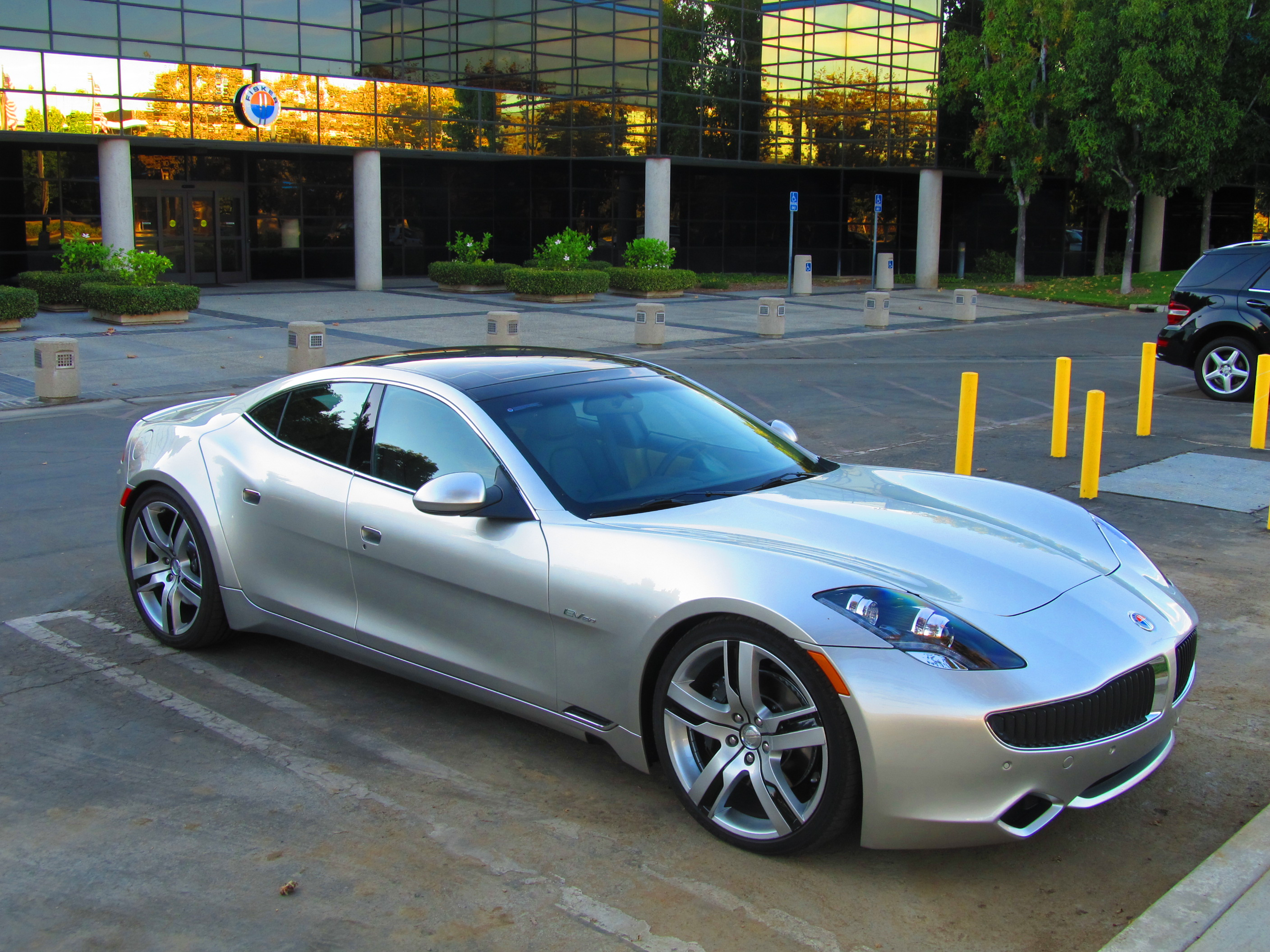
Fisker Karma

Henrik Fisker est un designer danois et fondateur d'entreprises de construction automobiles,. Maintenant basé à Los Angeles, Californie, il a notamment dessiné les BMW Z8, Aston Martin V8 Vantage ainsi que la supercar VLF Force 1.
Il est à l'origine de la Fisker Karma présentée en 2008, la première berline de luxe électrique à prolongateur d'autonomie, et de l'entreprise Fisker Automotive qui a fait faillite en 2013, avant de passer sous le giron du chinois Wanxiang Group Corp. et devenant alors Karma Automotive.
Il a obtenu un diplôme en transportation design du Art Center College of Design à Vevey, Switzerland, en 1989

### Histoire
En septembre 2016, Henrik Fisker fonde Fisker Inc. pour produire la berline Fisker EMotion, puis en 2021 le SUV Fisker Ocean. Le constructeur est financé entre autres par la société américaine Caterpillar Ventures et la société d'investissements chinoise GSR Capital.
Le 17 juin 2024, le constructeur est déclaré officiellement en faillite après avoir déposé le bilan auprès de l'État du Delaware.
Sa filiale française, créée en février 2022, est mise en liquidation judiciaire en août 2024

## Automobiles

### Ocean
Le Fisker Ocean, appelé Fisker Close à l'origine du projet, est un SUV électrique présenté le 4 janvier 2020 pour une commercialisation en novembre 2022.
En juillet 2022, Fisker inc. a ouvert les précommandes pour l’Ocean One, l’édition de lancement du SUV électrique. La marque a fait savoir que les 5 000 exemplaires ont été réservés, avec un acompte de 5 000 $. Henri Fisker confirme en août 2022 que la marque a dépassé 55 000 réservations et que le début de la production est fixé au 17 novembre 2022 dans l'usine de Magna Steyr en Autriche. L’usine autrichienne assemblera dans un premier temps la série de lancement One, puis la version Extreme. La gamme sera complétée par les versions Ultra et Sport.
Le SUV peut accueillir cinq personnes. Suivant le modèle, il dispose d’un équipement complet avec toit panoramique solaire, écran central rotatif de 17,1 pouces, rétroviseurs numériques, aides à la conduite. Côté technique, il dispose d’une autonomie de 440 km en version de base et de 630 km dans sa version transmission intégrale. Le prix de départ en France sera de 41 900 € ou 37 499 $ quand la version supérieure (One et Extreme) sera à 69 950 € ou 68 900 $, et un début de livraison en 2023.

## Projets

### Orbit
Le 30 novembre 2017, Fisker Inc. dévoile la Fisker Orbit, un concept de navette électrique et autonome, créée en partenariat avec le chinois Hakim Unique Group. La navette possède un intérieur avec une station debout et une assise. Elle est connectée et ses vitres latérales permettent d'afficher des messages lumineux comme les horaires et les arrêts du shuttle. Elle est présentée au Consumer Electronics Show en janvier 2018 à Las Vegas.

### EMotion
La Fisker EMotion est une voiture électrique sportive et haut de gamme présentée au CES 2018 et qui serait commercialisée après le modèle Ocean.

### Alaska
Le Fisker Alaska est un pick-up électrique sur lequel travaille le constructeur, concurrent du Tesla Cybertruck, dévoilé par une image sur le web le 13 février 2020 et annoncé par le constructeur le 4 août 2023.

### Pear
La Fisker Pear est annoncée le 15 février 2022. Il s'agit d'un crossover urbain électrique, conçu en partenariat avec le fabricant de produits électroniques taïwanais Foxconn et produit à partir de 2024 dans l'usine Foxconn (Hon Hai Precision Industry Co. Ltd.) acquise dans l'Ohio. La Pear est déjà disponible à la réservation aux États-Unis, marché auquel elle sera réservée lors de son lancement. Toutefois, ce crossover pourrait arriver par la suite sur le marché européen.

### Ronin
La Ronin est un coupé cabriolet électrique produite à 999 exemplaires à partir de 2025. Ce modèle a une autonomie estimée de 1.000 kilomètres.